# Regatta (Schiff)
Die Regatta ist ein 1998 als R Two in Dienst gestelltes Kreuzfahrtschiff der US-amerikanischen Reederei Oceania Cruises. Unter seinem jetzigen Namen fährt es seit 2003. Die Regatta ist die zweite Einheit der R-Klasse.

## Geschichte

### Renaissance Cruises
Die R Two entstand unter der Baunummer I31 in der Werft von Chantiers de l’Atlantique in Saint-Nazaire und wurde am 22. Mai 1998 ausgedockt. Nach der Ablieferung an die in Monrovia ansässige Reederei Renaissance Cruises am 24. November 1998 nahm sie den Dienst für Kreuzfahrten im Mittelmeer auf. Das im Bau etwa 150 Millionen US-Dollar teure Schiff war die zweite Einheit der insgesamt aus acht Schiffen bestehenden R-Klasse.
Ende September 2001 musste Renaissance Cruises nach extrem gesunkener und zurückgezogener Buchungen auf dem US-Markt aufgrund der Terroranschläge vom 11. September 2001 Insolvenz anmelden. Die R Two wurde im Monat darauf wegen offener Forderungen in Gibraltar arrestiert und im November desselben Jahres von der in Majuro ansässigen Firma Cruiseinvest übernommen. Es folgte ab Januar 2002 eine längere Aufliegezeit in Marseille.

### Oceania Cruises

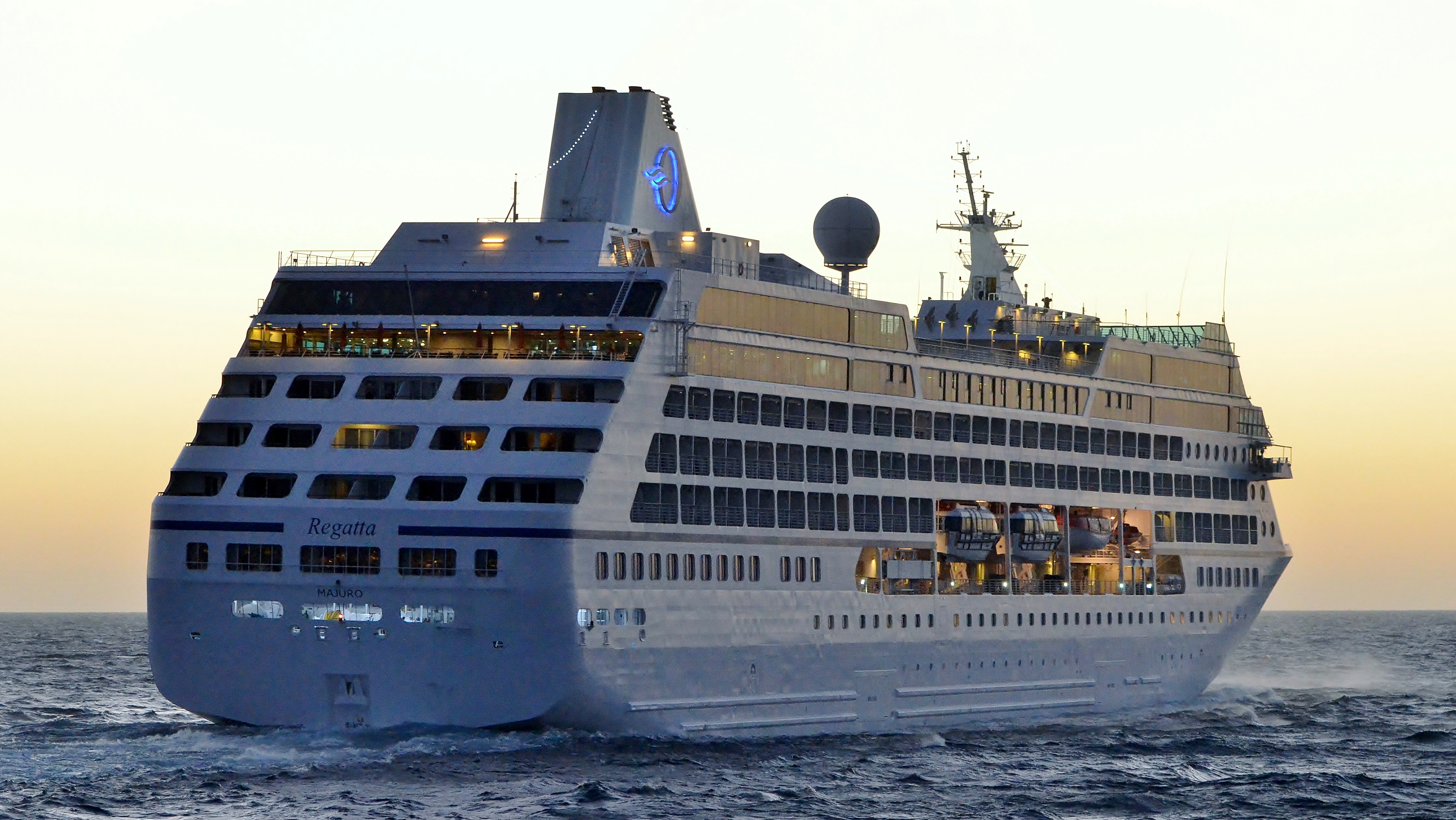
Heckansicht des Schiffes im Januar 2018

Am 20. Februar 2003 absolvierte das Schiff nach über einem Jahr Liegezeit seine erste Kreuzfahrt für Oceania Cruises, zunächst nur unter Charter und unter dem Namen Insignia, welcher später an das ältere Schwesterschiff ging. Nach einigen Charterfahrten für den Reiseveranstalter TMR zwischen April und Juni 2003 erhielt die Insignia ihren jetzigen Namen Regatta. Die erste Kreuzfahrt für Oceania Cruises als Regatta startete am 5. Juli 2003 in Barcelona. Im Dezember 2006 ging das Schiff in den Besitz der Reederei über.
Im September 2019 wurden 342 Kabinen und Suiten der Regatta umfassend modernisiert und umgebaut. Auch die öffentlichen Bereiche des Schiffes wurden teilweise umdekoriert oder neu eingerichtet.